# Оксид тербия
Оксид тербия (гептаоксид тетратербия) — неорганическое бинарное соединение с химической формулой Tb4O7.

## Физические свойства
Оксид тербия представляет собой порошок тёмно-коричневого цвета, хорошо растворим в воде (имеющий высокую гигроскопичность).

## Нахождение в природе
Оксид тербия содержится в некоторых природных минералах, таких как лопарит, апатит, эвдеидит.

## Получение
Оксид тербия чаще всего получают в результате реакции горения оксалатов или сульфатов в воздухе, однако сульфаты используются не так часто из-за высокой температуры и загрязнения конечного продукта примесями. При нагревании оксалата тербия до 725 °C в присутствии кислорода воздуха происходит термическое разложение до оксида тербия с выделением углекислого газа:
{\displaystyle {\mathsf {4Tb_{2}(C_{2}O_{4})_{3}+7O2\xrightarrow {725^{o}C} \ Tb_{4}O_{7}+24CO_{2}}}}

Также оксид тербия образуется при горении (окислении) металлического тербия:
{\displaystyle {\mathsf {8Tb+7O_{2}\xrightarrow {\ \ } \ 2Tb_{4}O_{7}}}}

## Химические свойства
Tb4O7 вступает в реакцию с соляной кислотой, образуя TbO2 и соль трёхвалентного тербия:
{\displaystyle {\mathsf {Tb_{4}O_{7}+6HCl\xrightarrow {\ \ } \ 2TbO_{2}+2TbCl_{3}+3H_{2}O}}}

Оксид тербия также реагирует с концентрированными кислотами. Например, при реакции с серной кислотой образуется сульфат тербия(III):
{\displaystyle {\mathsf {Tb_{4}O_{7}+3H_{2}SO_{4}\xrightarrow {\ \ } \ Tb_{2}(SO_{4})_{3}+3H_{2}O+2TbO_{2}}}}

С помощью хлорида аммония из оксида тербия можно получить хлорид тербия(IV). Реакция осуществляется в несколько этапов. Сначала оксид тербия нагревается с хлоридом аммония для получения аммониевой соли пентахлорида, а затем нагревается в вакууме:
1. {\displaystyle {\mathsf {Tb_{4}O_{7}+22NH_{4}Cl\xrightarrow {\ \ } \ 4(NH_{4})_{2}TbCl_{5}+7H_{2}O+14NH_{3}}}}
2. {\displaystyle {\mathsf {(NH_{4})_{2}TbCl_{5}\xrightarrow {350-400^{o}C} \ TbCl_{4}+2HCl+2NH_{3}}}}

## Использование
Оксид тербия является люминофором и используется в флуоресцентных лампах и проекционных телевизорах, где он служит высокоинтенсивным излучателем зеленого света. Благодаря эффективному реагированию на рентгеновское возбуждение, оксид тербия также используется в качестве рентгеновского люминофора.
Также оксид тербия может использоваться при изготовлении оптических изоляторов, эффективных для устранения обратного поляризованного излучения в лазерах.